# Nathalie Bouvier
Nathalie Bouvier, francoska alpska smučarka, * 31. avgust 1969, Les Rousses, Francija.
Nastopila je na Olimpijskih igrah 1994, kjer zasedla 29. mesto v smuku. Na svetovnih prvenstvih je nastopila štirikrat in osvojila srebrno medaljo v isti disciplini leta 1991. V svetovnem pokalu je tekmovala deset sezon med letoma 1986 in 1996 ter dosegla eno zmago v veleslalomu. V skupnem seštevku svetovnega pokala je bila najvišje na 28. mestu v letih 1991 in 1995.